# バンコム郡 (ノースカロライナ州)
バンコム郡（英: Buncombe County、 [bʌˈŋkəm]）は、アメリカ合衆国ノースカロライナ州の西部に位置する郡である。人口は26万9452人（2020年）。郡庁所在地はアシュビルであり、同郡で人口最大の都市である。バンコム郡はアシュビル都市圏に属している。

## 歴史
バンコム郡は1791年にバーク郡とラザフォード郡の一部を合わせて設立された。郡名は、アメリカ独立戦争時の大佐であり、ジャーマンタウンの戦いで捕虜になったエドワード・バンコムに因んで名付けられた。当初の郡域はテネシー州境まで広がっていた。初期開拓者の多くはバプテスト信徒であり、1807年には信仰復興論者のシオン・ブライスなど地域の6つの教会の牧師が、フレンチブロード川バプテスト教会連盟を結成した。
1808年、郡西部がヘイウッド郡となった。1833年バーク郡とバンコム郡の一部を合わせてヤンシー郡が作られ、1838年にはバンコム郡に残っていた部分の南部がヘンダーソン郡になった。1851年バンコム郡とヤンシー郡の一部を合わせてマディソン郡が設立された。最後は1925年、マクドウェル郡のブロードリバー郡区がバンコム郡に移管された。
1820年、バンコム郡を含む選挙区から選出されたアメリカ合衆国下院議員が、意図せずに英語に新しい言葉を付け足した。第16議会において、ミズーリ妥協に関する長々しい議論が続いた後、下院議員達がこの重要な問題について即座の票決を要求した。このときバンコム郡選出のフェリックス・ウォーカーが立ち上がって演説を始め、自分の選挙民は「バンコムのために」演説をすることを期待していると主張した。このウォーカーの時期を得ない不適切な演説は、後に「説得するため」ではなく、出身地の「バンコム」のために行われたことが分かった。この後、バンコム（buncombe,）はbunkum と綴られ、その短縮形 bunk と共に内容のないナンセンスな会話を意味するようになった。この言葉が動詞 debunk （誤りを暴く）の語源となった。

## 郡政府
バンコム郡は地域自治体の委員会であるランド・オブ・スカイ地域委員会のメンバーである。
郡政府は郡政委員会・マネジャー方式を採用している。

## 地理
アメリカ合衆国国勢調査局に拠れば、郡域全面積は660平方マイル (1,709.4 km2)であり、このうち陸地656平方マイル (1,699.0 km2)、水域は4平方マイル (10.4 km2)で水域率は0.58%である。
フレンチブロード川が南のヘンダーソン郡との郡境から郡内に入って北に流れ、マディソン郡に入っている。スワナノア川の水源が郡北東部マウントミッチェル近くにあり、アシュビル市でフレンチブロード川に合流する。2003年、州間高速道路26号線がマーズヒル（アシュビルの北）からテネシー州ジョンソンシティまで延伸され、ブルーリッジ山脈を抜ける20年間、5億米ドルを掛けた工事が完成した。

### 郡区
ブーン郡は16の郡区に分割されている。アシュビル、アベリークリーク、ブラックマウンテン、ブロードリバー、フェアビュー、フラットクリーク、フレンチブロード、アイビー、レスター、ライムストーン、ローワーホミニー、リームズクリーク、サンディマッシュ、スワナノア、ウッドフィン、アッパーホミニーの各郡区である。

### 主要高規格道路
| - 州間高速道路26号線 - 州間高速道路40号線 - 州間高速道路240号線 - アメリカ国道74号線 - アメリカ国道70号線 - アメリカ国道23号線 - アメリカ国道19号線 - アメリカ国道25号線 | - ノースカロライナ州道9号線 - ノースカロライナ州道63号線 - ノースカロライナ州道81号線 - ノースカロライナ州道112号線 - ノースカロライナ州道146号線 - ノースカロライナ州道151号線 - ノースカロライナ州道191号線 - ノースカロライナ州道197号線 | - ノースカロライナ州道251号線 - ノースカロライナ州道280号線 - ノースカロライナ州道694号線 |

### 隣接する郡
- マディソン郡 - 北
- ヤンシー郡 - 北東
- マクドウェル郡 - 東
- ラザフォード郡 - 南東
- ヘンダーソン郡  - 南
- ヘイウッド郡 - 西
- トランシルベニア郡 - 南西

### 国立保護地域
- ブルーリッジ・パークウェイ（部分）
- ピスガー国立の森（部分）

## 人口動態
以下は2000年国勢調査による人口統計データである。
| 基礎データ - 人口: 206,330人 - 世帯数: 85,776 世帯 - 家族数: 55,668 家族 - 人口密度: 121人/km2（314人/mi2） - 住居数: 93,973軒 - 住居密度: 55軒/km2（143軒/mi2） 人種別人口構成 - 白人: 89.06% - アフリカン・アメリカン: 7.48% - ネイティブ・アメリカン: 0.39% - アジア人: 0.66% - 太平洋諸島系: 0.04% - その他の人種: 1.15% - 混血: 1.23% - ヒスパニック・ラテン系: 2.78% 年齢別人口構成 - 18歳未満: 21.9% - 18-24歳: 8.6% - 25-44歳: 29.3% - 45-64歳: 24.8% - 65歳以上: 15.4% - 年齢の中央値: 39歳 - 性比（女性100人あたり男性の人口） - 総人口: 92.3 - 18歳以上: 88.9 | 世帯と家族（対世帯数） - 18歳未満の子供がいる: 27.5% - 結婚・同居している夫婦: 50.5% - 未婚・離婚・死別女性が世帯主: 10.8% - 非家族世帯: 35.1% - 単身世帯: 28.9% - 65歳以上の老人1人暮らし: 10.6% - 平均構成人数 - 世帯: 2.33人 - 家族: 2.86人 収入と家計 - 収入の中央値 - 世帯: 36,666米ドル - 家族: 45,011米ドル - 性別 - 男性: 30,705米ドル - 女性: 23,870米ドル - 人口1人あたり収入: 20,384米ドル - 貧困線以下 - 対人口: 11.4% - 対家族数: 7.8% - 18歳未満: 15.3% - 65歳以上: 9.8% |

## 都市と町

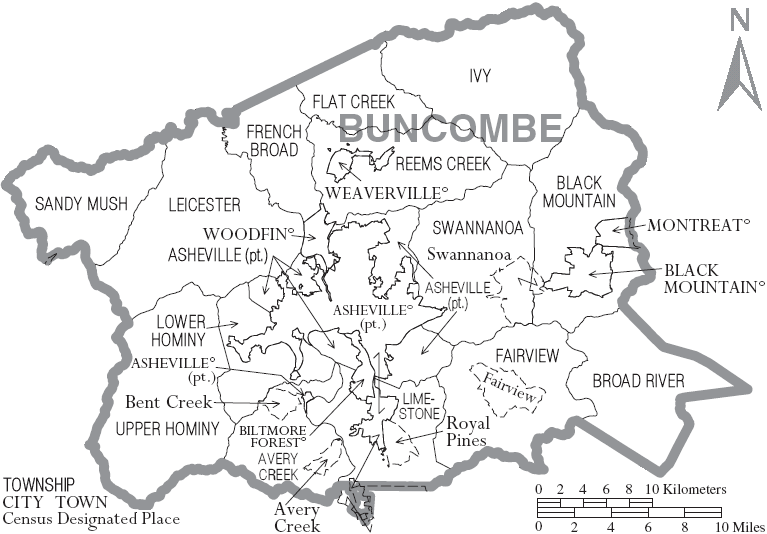
バンコム郡の自治体と郡区

- アシュビル - 郡庁所在地
- ビルトモアフォレスト
- ブラックマウンテン
- モントリート
- ウィーバービル
- ウッドフィン

### 国勢調査指定地域
- アベリークリーク
- ベントクリーク
- フェアビュー
- レスター
- ロイアルパインズ
- スワナノア

### 未編入の町
- アーデン
- バーナーズビル
- キャンドラー
- エンカ
- ジュピター
- リッジクレスト
- スカイランド